# Doliops ismaeli
Doliops ismaeli là một loài bọ cánh cứng trong họ Cerambycidae.